# Leiolopisma
Genre
Leiolopisma est un genre de sauriens de la famille des Scincidae.

## Répartition
Les espèces de ce genre se rencontre aux Fidji et dans les Mascareignes.

## Liste des espèces
Selon The Reptile Database (4 octobre 2012) :
- Leiolopisma alazon Zug, 1985
- Leiolopisma ceciliae Arnold & Bour, 2008
- Leiolopisma fasciolare (Girard, 1858)
- Leiolopisma mauritiana (Günther, 1877)
- Leiolopisma telfairii (Desjardin, 1831)

## Publication originale
- Duméril & Bibron, 1839 : Erpétologie Générale ou Histoire Naturelle Complète des Reptiles. vol. 5, Roret/Fain et Thunot, Paris, p. 1-871 (texte intégral).